# Maison-atelier de Theo van Doesburg
La maison-atelier de Theo van Doesburg est une maison située à Meudon conçue en 1926 et construite en 1927 par l'architecte néerlandais Theo van Doesburg.

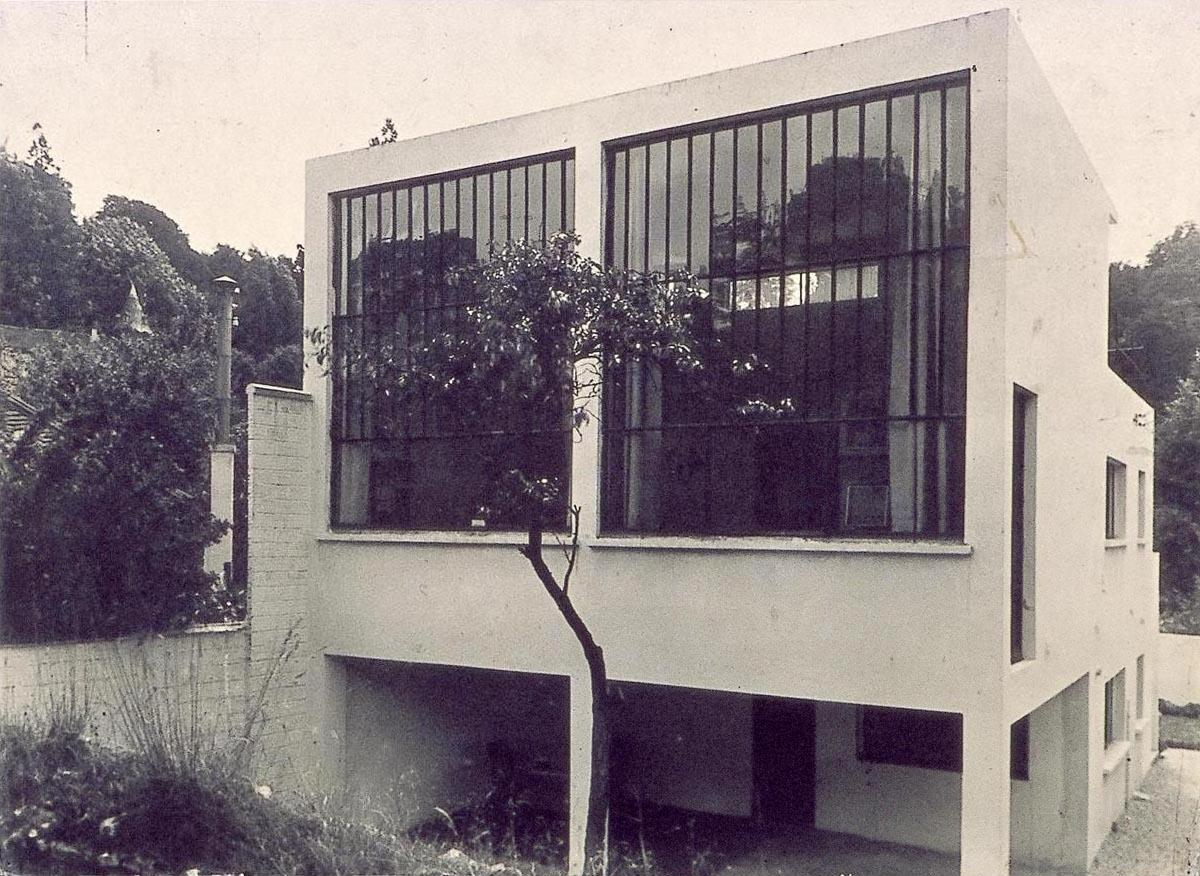
Maison van Doesburg

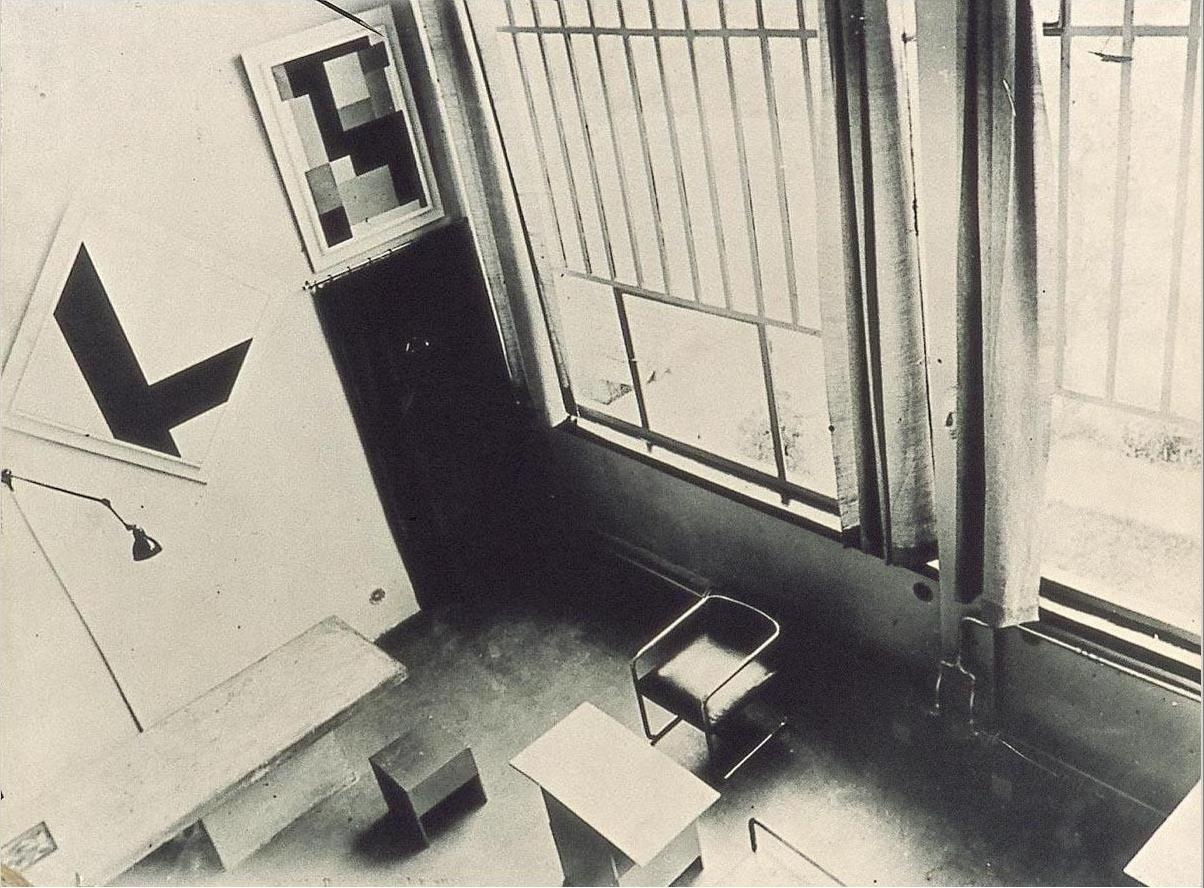
L'atelier vu du haut des escaliers menant au toit-terrasse, circa 1930

.